# Nederlandsch Lyceum
Het Nederlandsch Lyceum in Den Haag werd op 10 augustus 1909 opgericht en was het eerste lyceum in Nederland. In 1991 werd het lyceum gesloten.

## Doelstelling
Het Nederlandsch Lyceum werd door de onderwijsvernieuwer Rommert Casimir opgericht als een middelbare school die gekenmerkt werd door de uitgestelde richtingkeuze: na een gemeenschappelijke onderbouw (eerst van twee jaar, later van één jaar) behoefde op deze school pas de keuze te worden gemaakt tussen HBS en gymnasium. Dit zou de overgang vanuit de lagere school naar de middelbare vergemakkelijken. Aanvankelijk zat het lyceum op de hoek van de Nassaulaan en de Mauritskade. Omdat het openbaar onderwijs weinig ruimte bood voor experimenten met nieuwe schooltypen, werd "het Nederlandsch" een bijzonder neutrale school.
In het bestuur zaten Jacobus Henricus Kann, Cornelis Lely en Nobelprijswinnaar Hendrik Lorentz. Het bestuur werd bijgestaan door pedagoog Jan Ligthart. Allen waren zeer betrokken bij de Haagsche Schoolvereeniging, die op loopafstand lag aan de andere kant van de Mauritskade. Deze lagere school had al in 1906 een vervolgschool opgericht, welke bij de oprichting van het Nederlandsch Lyceum in 1909 daarin opging als voornoemde "onderbouw".
Het Nederlandsch Lyceum voerde als eerste school in Nederland ouderavonden in. Hier werden lezingen aan de ouders gegeven en verteld hoe de school het lesprogramma uitvoerde en wat de rol van de ouders daarin kon zijn.

## Geschiedenis
In het eerste jaar had het lyceum 51 leerlingen. In 1912 kreeg de school een eigen gebouw in de Willemstraat 40A, in het centrum van de stad. Achter een grote poort lag een groot speelplein, en daarachter stond het schoolgebouw. Het gebouw werd al gauw te klein en kreeg twee extra verdiepingen met meer lokalen, een aula en een losstaande gymnastiekzaal. Tegenwoordig staan daar appartementen.
Burgemeester Herman van Karnebeek was bij de opening van het gebouw in de Willemstraat aanwezig. Premier Heemskerk sprak de aanwezigen toe en ook Abraham Kuyper was aanwezig.
De eerste rector was Rommert Casimir, hij was ook docent Nederlands en geschiedenis. Hij bleef van 1909 tot en met 1930, en was terzelfder tijd bijzonder hoogleraar in de opvoedkunde aan de Rijksuniversiteit Leiden. De nieuwe schoolvorm had een onzekere toekomst, maar de leerkrachten geloofden erin en waren tevreden met een laag salaris. Er werd niet alleen klassikaal onderwijs gegeven, er werd toneel gespeeld, er werden schoolreisjes gemaakt, alles om de ontwikkeling van de kinderen te stimuleren.
De nieuwe formule bleek een succes en na 25 jaar waren er in Nederland 45 lycea. Casimir was vaak betrokken bij de oprichting van deze scholen. Door de contacten van Casimir met al die andere lycea kwam ook de Interlyceale tot stand, tussen de vijf oudste lycea (waarvan er nog vier bestaan). Er is een sport-interlyceale en een artistieke interlyceale.
In 1942 werd het gebouw van het Vrijzinnig-Christelijk Lyceum door de Duitse bezetter gevorderd. Het Nederlandsch gaf onderdak aan de leerlingen.
Bij het vijftigjarig jubileum van "Het Nederlandsch Lyceum" in 1959 werd een gedenkboek uitgegeven onder de titel "Vijftig jaar illegaal". Er was toen nog geen wettelijke basis voor het lyceum als schoolvorm. Die kwam in 1963 met de Wet op het Voortgezet Onderwijs.
De school ging in 1968 een fusie aan met de Nieuwe Meisjesschool (die was gesticht in 1910 en onderwijs gaf op MMS-niveau), wat betekende dat er nu bijna 700 leerlingen waren. De naam van de school veranderde in Scholengemeenschap Het Nederlands Lyceum en de school verhuisde naar een nieuw gebouw aan de Theo Mann-Bouwmeesterlaan 75 in de Haagse wijk Duinzigt. Vanaf dat moment verzorgde de school naast de HBS- en de gymnasiumopleiding ook een havo- en een mavo-opleiding. In 1983 kwam er ook een 'English Stream', waarbij de lessen in het Engels konden worden gevolgd, en vanaf 1986 kon er een Internationaal Baccalaureaat gehaald worden.
In 1991 dreigde een faillissement voor de school, waarop deze werd gesloten. De International Stream werd overgenomen door het Rijnlands Lyceum Wassenaar en werd op 30 maart 1992 door Prinses Margriet heropend als de International School of The Hague, een door de Nederlandse staat gesubsidieerde internationale school. Het schoolgebouw werd ook overgenomen en gebruikt totdat de school in januari 2007 naar Kijkduin verhuisde. De glas-in-loodramen zijn voor de sloop van het oude gebouw in Duinzigt (in 2008) overgebracht naar het nieuwe gebouw van de International School of The Hague.

## Rectoren
- R. Casimir (1909-1930), in 1957 overleden, 79 jaar oud.
- W. Reindersma (1930-1946)
- Dr. G.J. ten Veldhuys (1946-1965)
- Ir. M.H. Molenaar (1965-1969)
- Drs. J.G.H. Dommisse (1969-1970)
- Dr. Ph.P. Meerburg (1970-1981), in 2018 overleden 97 jaar oud.
- Drs. H. Scholte (1981-1991)

## Oud-lyceïsten
In 1924 werd de Bond van Oud-Lyceïsten (BOL) opgericht op initiatief van Freek Schuylenburch. 
Bekende oud-leerlingen zijn:
- Winnie Arendsen de Wolff, Engelandvaarder, oorlogsvlieger en verzekeraar
- Oscar de Brey, verzetsstrijder en Engelandvaarder
- Johan Willem de Bruyn Kops, Engelandvaarder en oorlogsvlieger
- Ian Buruma, schrijver, geschiedkundige en sinoloog
- Hendrik Casimir, natuurkundige
- Hans Geul, hardloper en verzetsstrijder
- Cor Gorter, natuurkundige
- Jaap van Hamel, Engelandvaarder en oorlogsvlieger
- Lodewijk van Hamel MWO, marineman en verzetsstrijder
- Erik Hazelhoff Roelfzema MWO, verzetsstrijder, Engelandvaarder en schrijver
- William Heckscher, kunsthistoricus en iconoloog
- Hans Hoets, Engelandvaarder, zakenman, advocaat en historicus
- Ferd Hugas, acteur en tekstschrijver
- Dolf Joekes, Engelandvaarder en minister van Sociale Zaken (1948-1952)
- Robert de Jonge Oudraat, Engelandvaarder en marineman
- Carel Kranenburg, verzetsstrijder, Engelandvaarder en legerofficier
- Guup Krayenhoff, Engelandvaarder en zakenman
- Chris Krediet MWO, Engelandvaarder en oorlogsvlieger
- George Maduro MWO,  legerofficier en verzetsstrijder
- Jean Mesritz, verzetsstrijder en Engelandvaarder
- Johan Nicolaas Mulder MWO, legerofficier, later oorlogsvlieger en luchtmachtofficier
- Kick Stokhuyzen, televisiepresentator
- Bram van der Stok, Engelandvaarder en oorlogsvlieger
- Frederik Trip, Engelandvaarder en oorlogsvlieger
- Ben Vlielander Hein, Engelandvaarder en  oorlogsvlieger
- Hans van Zanten, zweefvlieger en Engelandvaarder
- Marc Chavannes

N.B.: 43 (oud-)leerlingen werden Engelandvaarder.

## Suriname
- Er is ook een Nederlands Lyceum in Paramaribo. Het is een particuliere school die lid is van de Stichting Nederlands Onderwijs in het Buitenland (NOB).